# 1er corps de fusiliers de la Garde
Pour les articles homonymes, voir 1er corps d'armée.
 (avril 2010).
Si vous disposez d'ouvrages ou d'articles de référence ou si vous connaissez des sites web de qualité traitant du thème abordé ici, merci de compléter l'article en donnant les références utiles à sa vérifiabilité et en les liant à la section « Notes et références ».
Le 1er corps de fusiliers de la Garde est une unité de l'Armée rouge rapidement formée en 1941, durant la bataille de Moscou.

## Histoire
Le 1er corps fut créé le 4 octobre 1941 sur ordre spécial du commandement suprême de la Stavka. Il fut assemblé à proximité de la ville de Mtsensk, dans l'oblast d'Orel. Il comprenait initialement la 6e division de fusiliers de la Garde, le 5e corps d'assaut aérien, les 4e et 11e brigades de chars, l'École militaire de Toula, plusieurs régiments de gardes-frontières, deux régiments d'artillerie, deux bataillons d'artillerie lance-roquettes et le 6e groupe d'aviation de réserve. Le général de division Dmitri Leliouchenko en prit le commandement avec pour mission : détruire les ennemis à proximité, percer vers Orel, ralentir l'avance de la 2e Panzer Armee et bloquer l'accès à Toula.
Des combats féroces firent rage du 4 au 18 octobre 1941. Par la suite, ces batailles ont été désignées sous l'appellation d'opérations de défense d'Orel et Briansk. Les soldats soviétiques ont démontré à ces occasions un héroïsme sans précédent. Le gouvernement soviétique et le commandement de la Stavka ont tenu en grande estime les efforts et sacrifices du 1er corps de fusiliers de la Garde.
Ainsi, le 11 novembre 1941, l'ordre no 337 du commissariat du peuple à la Défense de l'URSS, rebaptisa la 4e brigade de tanks, en 1re brigade de tanks de la Garde pour son rôle vital dans la bataille de Mtsensk. Le commandant de la brigade, le colonel Mikhaïl Katoukov, sera finalement promu commandant de la 1re armée de tanks de la Garde, et distingué deux fois comme Héros de l'Union soviétique.
Le 12 octobre 1941, par ordre du commandement suprême de la Stavka, le corps fut transformé en 26e armée. Le 25 octobre 1941 son quartier général de campagne fut dissout et ses unités transférées à la 50e armée du front de Briansk.

## Sources et références
- (ru) Plan de la bataille de Mtsensk